# Acanthopleura
Acanthopleura is een geslacht van keverslakken uit de familie Chitonidae.

## Soorten
- Acanthopleura brevispinosa (G. B. Sowerby II, 1840)
- Acanthopleura echinata (Barnes, 1824)
- Acanthopleura gemmata (Blainville, 1825)[1] (Grofgestekelde schubkeverslak)
- Acanthopleura granulata (Gmelin, 1791)
  - = Chiton granulatus Gmelin, 1791
- Acanthopleura loochooana (Broderip & G. B. Sowerby I, 1829)
- Acanthopleura planispina Bergenhayn, 1933
- Acanthopleura spinosa (Bruguière, 1792)
- Acanthopleura vaillantii Rochebrune, 1882